# LXV Festival Internacional de la Canción de Viña del Mar
El LXV Festival Internacional de la Canción de Viña del Mar, también conocido como Viña 2026, estilizado como Viña 26, será un evento cultural y artístico que se llevará a cabo entre el domingo 22 de febrero y el viernes 27 de febrero de 2026 en el Anfiteatro de la Quinta Vergara en la ciudad chilena de Viña del Mar, Región de Valparaíso.

## Antecedentes

### Controversias previas de la versión anterior
La edición previa del Festival de Viña del Mar de 2025 fue una de las más polémicas en sus varias décadas de historia, debido a que se vio marcada por variadas controversias de todo tipo. Varias de ellas apuntaban a su canal organizador Mega –canal que volvía a producir el certamen después de 26 años–, además de las hechas a la productora Bizarro, la que coproduce el certamen desde 2019 (hasta 2024, en conjunto con TVN y Canal 13), debido a diversas decisiones que afectaron al festival, Las numerosas controversias tendrían consecuencias administrativas dentro del canal Mega, en donde se reportó en medios de comunicación sobre la insatisfacción o incluso enojo de Carlos Heller Solari, presidente del directorio de la empresa matriz del canal, el grupo mediático chileno Megamedia, que forma parte del holding Bethia, también chileno, propiedad de su madre Liliana Solari Falabella. Una serie de cambios programáticos fallidos en la señal de Mega, los cuales fueron anunciados durante la cobertura del festival en Chile, y que involucraban a dos rostros importantes del canal: los periodistas chilenos Rodrigo Sepúlveda, y José Antonio Neme, además de las ya mencionadas críticas al certamen, que fue posiblemente el proyecto más importante producido por el canal desde la llegada de holding Bethia en 2011, provocó el despido del director ejecutivo del canal, Javier Villanueva, siendo reemplazado por Patricia Bazán.
Las consecuencias administrativas no se limitarían solo a esas, ya que, posteriormente, a fines de abril de 2025, ya en el proyecto del certamen próximo de 2026, Rodrigo Norambuena, director general del Festival, Director de Desarrollo Internacional, Nuevos Negocios e Innovación, fue despedido del canal privado. Posteriormente, Álex Hernández, director televisivo del certamen desde 2011 hasta 2018, y con participación en ediciones previas en 1997, 2022 y 2023, fue igualmente despedido, todo esto a consecuencia de la controversia y las críticas.
Sumado a esto, Mega fue muy criticado por no subir los videos de los shows a Youtube. Manteniendo los videos solamente visibles para que lo vean los suscriptores de su plataforma Mega Go  Subieron el contenido meses despues.